# Пир-Мухаммад
Пир-Мухаммад Андалали (авар. Пир-Мухӏаммад; 1680-е годы, Согратль — середина XVIII века, Согратль) — андалалский кадий, организатор и руководитель аварского ополчения в войне с Персией в 1741 — 1743 годах.

## Биография
Сведения о жизни Пир-Мухаммада весьма скудны, известно, что он был кадием андалалского вольного общества. Он являлся также главой совета старейшин Андалала, в его руках находилась как духовная, так и политическая власть. Советский историк и писатель Шапи Казиев пишет, что «Пир-Мухаммад был высок, в свои шестьдесят с лишним лет еще выглядел молодцом, а кинжал его был по-прежнему отточен и быстр».

### РазгромНадир-шаха
В первой половине XVIII века над Аварией нависла грозная опасность. Персидский шах Надир со 100-тысячной армией вторгся в Дагестан, захватывая одно владение за другим. К сентябрю 1741 уже все дагестанские народы находились под его властью и только аварцы не покорились ему, из за чего Надир-шах начал готовить вторжение в их земли.
В конце сентября персидский полководец Надир двинулись в Аварию и вступили на андалалскую землю. Андалалский кадий обратился с посланием о поддержке ко всем аварским обществам, откуда вскоре пришла помощь. Он также направил к шаху парламентариев, с целью уговорить его не вести ненужную войну. Дело кончилось их казнью. После этого Пир-Мухаммад сказал: «Теперь между нами не может быть мира. Пока рассудок наш не помутится, будем воевать и уничтожим вторгшегося врага».
В связи с приближением персов был созван Рукклазух — совет старейшин Андалала, с приглашением предводителей соседних вольных обществ. На нем было принято решение дать отпор захватчикам. Пир-Мухаммаду было поручено организовать и возглавить ополчение. Аварское ополчение было разбито на несколько отрядов, возглавляемые Хамдалатом, Муртазали, Дибир-Мусой Согратлинским и др. Общее же руководство осуществлялось кадием Пир-Мухаммадом.
Когда Надир-шах «достиг горы над селением Чох Андалалского магала, аварцы сразились с ним» и нанесли ему сокрушительное поражение. Шах Персии был вынужден бежать, потеряв в Аварии большую часть своего войска.
По пути аварцы несколько раз догоняли их и наносили удары. Надир отступал через Кукмадагский перевал. Таким образом шах добрался до Дербента «с половиной войска», «лишившись казны, имущества и почти всех вьючных животных».
Набеги аварцев на Дербент, на шахские отряды и на лагерь и «стали быть неистерпимы». В октябре 1741 года Надир-шах лично возглавил второй поход в Аварию. Безуспешные операции проводимые вплоть до 1742 года вынудили Надир-шаха «ласкательными способами тот упорный народ к послушанию уловить». Для этого Надир послал шамхала и Сурхай-хана в Аварию «тамошних старейшин добровольно к покорению привлекать с повторяемым обнадеживанием, что им никаких налогов учинено не будет». «Однако Сурхай-хан не смог подкупить аварских старшин при помощи шахских денег». Получив решительный отказ Надир-шах через некоторое время отступил из Аварии.

### После войны
Истории известны лишь военные подвиги Пир-Мухаммада. О его послевоенной жизни, обстоятельствах и времени смерти ничего неизвестно.